# تورنوفکا
تورنوفکا (انگلیسی: Tornovka) یک شهرک در شهرستان بلاگووشچنسکی باشقیرستان کشور روسیه است.